# Epicharis flava
Epicharis flava är en biart som först beskrevs av Heinrich Friese 1900.  Epicharis flava ingår i släktet Epicharis och familjen långtungebin. Inga underarter finns listade i Catalogue of Life.

## Bildgalleri

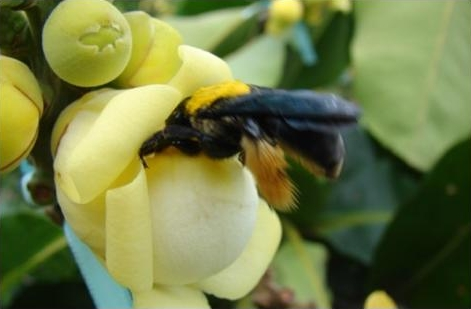